# Hálózati hatás
A közgazdaságtanban a hálózati hatás (más néven hálózati externália vagy keresleti oldali méretgazdaságosság) az a jelenség, amelynek révén a felhasználó által egy áruból vagy szolgáltatásból származó érték vagy hasznosság függ a kompatibilis termékek felhasználóinak számától. A hálózati hatások jellemzően pozitívak, ami azt eredményezi, hogy egy adott felhasználó annál nagyobb értéket kap egy termékből, minél több felhasználó csatlakozik ugyanahhoz a hálózathoz. Egy termék egy további felhasználó általi elfogadása két hatásra bontható: az összes többi felhasználó számára az érték növekedése ("teljes hatás"), valamint a többi nem felhasználó motivációjának fokozódása a termék használatára ("marginális hatás").
A hálózati hatások lehetnek közvetlenek vagy közvetettek. Közvetlen hálózati hatások akkor keletkeznek, amikor egy adott felhasználó hasznossága növekszik az ugyanazon termék vagy technológia más felhasználóinak számával, ami azt jelenti, hogy a termék különböző felhasználók általi elfogadása egymást kiegészíti. Ez a hatás elkülönül az árral kapcsolatos hatásoktól, például a meglévő felhasználóknak az árcsökkenésből eredő előnyeitől, amikor több felhasználó csatlakozik. Közvetlen hálózati hatások a közösségi hálózati szolgáltatások, például a Twitter, a Facebook, az Airbnb, az Uber és a LinkedIn; a távközlési eszközök, például a telefon; és az azonnali üzenetküldő szolgáltatások, például az MSN, az AIM vagy a QQ esetében figyelhetők meg. Közvetett (vagy csoportokon átnyúló) hálózati hatások akkor jelentkeznek, amikor "legalább két különböző fogyasztói csoport létezik, amelyek egymástól függnek, és legalább az egyik csoport hasznossága növekszik a másik csoport(ok) növekedésével. Például a hardverek a kompatibilis szoftverek növekedésével értékesebbé válhatnak a fogyasztók számára.
A hálózati hatásokat gyakran összetévesztik a méretgazdaságossággal, amely az előállított egységek összmennyiségéhez viszonyított csökkenő átlagos termelési költségeket írja le. A méretgazdaságosság a hagyományos iparágakban, például a feldolgozóiparban gyakori jelenség, míg a hálózati hatások leginkább az újgazdasági iparágakban, különösen az információs és kommunikációs technológiákban érvényesülnek. A hálózati hatások a méretgazdaságosság keresleti oldali megfelelője, mivel a vevő fizetési hajlandóságának növelésével működnek, nem pedig a szállító átlagos költségeinek csökkentésével.
A kritikus tömeg elérésekor bandwagon-hatás alakulhat ki. Mivel a hálózat minden egyes új felhasználóval egyre értékesebbé válik, egyre több embert ösztönöznek az elfogadásra, ami pozitív visszacsatolási hurkot eredményez. A többszörös egyensúly és a piaci monopólium a hálózati hatásokat mutató piacok két legfontosabb lehetséges eredménye. A fogyasztók elvárásai kulcsfontosságúak annak meghatározásában, hogy melyik eredményt fogják elérni.